# Emmanuelle Gagliardi
Emmanuelle Gagliardi (Genebra, 7 de julho de 1976) é uma ex-tenista profissional suíça.